# Lismore (New South Wales)
Lismore er en større by i det subtropiske område af New South Wales i Australien. Det er hovedbyen i kommunen City of Lismore. Det er et større regionalt center i delstatens Northern Rivers-region.

## Historie
Lismore by ligger i Aboriginal Bundjalung Nation-området. Bevismateriale indikerer, at aboriginer ankom til området fra det nordlige Australien for omkring 8.000 år siden. Men det er stadig genstand for undersøgelser, hvor udbredt det område var, som Bundjalung-folket fra Evans Head beboede, og også oprindelsen til selve navnet Bundjalung.
Lismores europæisk prægede historie begynder ca 1843. Et græsningsareal på 93 km² omkring Lismores nuværende beliggenhed blev på dette tidspunkt taget i brug af kaptajn Dumaresq, som udsatte får fra New England-området der. Ward Stephens overtog arealet samme år, men det subtropiske klima viste sig dårligt egnet til fårehold, så det blev opgivet. I januar 1845 overtog Vilhelm og Jane Wilson området, og Jane Wilson var ansvarlig for at navngive det efter Lismore i Skotland, hvor parret havde tilbragt deres hvedebrødsdage. Wilsons var skotter og ankom til New South Wales i maj 1833.
I 1855 fik en landmåler ved navn Frederick Peppercornes af sir Thomas Mitchell til opgave at finde et sted i området til at anlægge en by. Den valgte sted lå på William Wilsons græsningsareal, og området blev proklameret som "Town of Lismore" i NSW Government Gazette 1. maj 1856. Der bosatte sig hurtigt nogle, og et posthus åbnede 1. oktober 1859. Lismore blev fastlagt som en kommune den 5. marts 1879 og blev kategoriseret som en større by den 30. august 1946. Fra midten af 1950'erne til begyndelsen af 1960'erne afholdt Lismore et årligt blomsterkarneval først i september måned. Det ugelange program for begivenhederne kulminerede i et gadeoptog af pyntede vogne, kroning af en blomsterdronning og et stort fyrværkeri.

## Regnskov
Lismore og de omgivende byer var engang en del af en regnskov, der omtales under navnet "Big Scrub", men hvoraf mindre end en procent er bevaret efter den europæiske tilflytning. En rest af denne regnskov findes på Southern Cross Universitys grund.

## Geografi
Lismore ligger på Bruxner Highway og ved Wilsons River, en biflod til Richmond River. Delstatens hovedstad Sydney ligger 764 km sydpå ad landevejen. Brisbane, Queenslands provinshovedstad, ligger ca 2,5 times kørsel nordpå.
Lismores centrale forretningsområde ligger omkring 30 minutters kørsel fra østkysten, og 45 minutter fra Byron Bay. Kystbyen Ballinas er tæt på. Der er et antal rester af regnskoven Big Scrub bevaret i området men en lille del, kendt som Boatharbour Reserve lige øst for byen på Bangalow-vejen. Den nærmeste nationalpark er Nightcap National Park.

## Klima
Lismore har fra lune til varme temperaturer hele året rundt med rigelig nedbør. Temperaturerne om sommeren varierer mellem 19 og 41 grader celsius. Det subtropiske klima kombineret med de geografiske forhold betyder, at byområdet er ualmindeligt fugtigt i sammenligning med oplandet, især om sommeren. Lismore er derfor kendt for de lejlighedsvise oversvømmelser, hvoraf en af den værste hændte i 1974, hvor vandet steg til en højde på 12,1 m. Dronning Elizabeth 2. og hertugen af Edinburgh, der boede på Gollan Hotel i 1954, var tæt på at blive spærret inde af en sådan oversvømmelse.
Efter en oversvømmelse i 2001 iværksatte den daværende delstatspræsident for New South Wales, Bob Carr, et flodinddæmningsprogram for at begrænse problemet. Alligevel måtte mere end 9.000 beboere i Lismore evakueres efter at en stor del af området blev oversvømmet den 30. juni 2005, og mange blev foreløbigt indkvarteret Southern Cross University. Men en ny dæmning, der var blevet færdig to uger før begrænsede skaderne og stoppede vandet fra at nå til det centrale forretningsområde. Den 25. oktober 2007 ramte og ødelagde en tornado, som blev optaget på video, en transformatorstation i den nærliggende landsby Dunoon.

## Demografi
Byens befolkningstal var ved folketællingen i 2006 30.086. Der har været en støt befolkningsvækst fra 2001 til 2006. 2,6% af befolkningen, svarende til 1.422 personer, er etniske aboriginer. Gennemsnitsalderen er 36 år, et år over statens gennemsnitsalder på 35 år.
- Bybefolkning: 65% af befolkningen lever i Lismores byområder. Heraf har Goonellabah-området den største bybefolkning med 13.706 mennesker eller 32,72% af det samlede antal i kommunen og 50,74% af den samlede bybefolkning.
- Landbefolkning: 5% bor i Lismores omgivende landsbyer. Modanville er det største landsbysamfund med 467 mennesker. 30% lever på landet.
- Uddannelse: Lismore har 7.340 børn i skolealderen. Der er 26 offentlige folkeskoler og ni private (hvoraf 3 også har fortsættende klasser), 3 offentlige realskoler og 2 private realskoler.
- Ældre personer: 12,8% af befolkningen er over 65 år. Det samlede antal personer over denne alder er 5.356. Det repræsenterer en stigning på 319 mennesker, eller en vækst på 1,2% siden 1996.
- Ungdom: 19,9% af befolkningen er mellem 12 og 24 år. Det samlede antal personer i denne aldersgruppe er 8.314.
- Etnicitet: Der er 35.943 mennesker i kommunen af australsk oprindelse, hvilket er 85,8% af det samlede foketal i hele området.

I byområderne stammer de oversøisk fødte hovedsageligt fra Storbritannien, New Zealand og Italien. I landområderne stammer de hovedsageligt fra Storbritannien, New Zealand, Tyskland og Italien.
I byområderne er de tre mest almindelige sprog, der – ud over engelsk – tales hjemme: Italiensk, kinesisk og tysk. I landområderne er de tre mest almindeige sprog ud over engelsk italiensk, tysk og spansk. Et andet forekommende sprog er ungarsk.

## Medier
Northern Rivers Echo er en gratis ugentlig lokalavis, der uddeler 27.000 eksemplarer i Lismore, Alstonville, Wollongbar, Ballina, Kasino, Nimbin og Evans Heads. Northern Star er en tabloidavis baseret i Lismore. Den dækker regionen fra Casino til Ballina og til Murwillimbah og Byron Bay, et område med en befolkning på flere hundrede tusinde.
De kommercielle radiostationer i området er Tiple Z (popmusik) og 2LM 900 AM (der også udsendes på 104,3fm). Begge drives af Broadcast Operations Group. Lokalradiostationen er River FM 92.9, og andre stationer er JJJ på 96,1 FM, Radio National på 96,9 FM, ABC Classic FM på 95,3 og ABC North Coast på 94,5 FM.
Alle større tv-kanaler er til rådighed i Lismore og også i den videre Northern Rivers-region. Netværkene og de kanaler, de p.t. sender er som følger:
Analoge kanaler:
- Prime Television, NBN, Southern Cross Ten, ABC og SBS. Analog sending af disse kanaler vil blive lukket ned ved udgangen af 2012 som en del af Forbundsregeringens skift til digitale udsendelser.[9]

Digitale kanaler:
- Prime Television (SD) og (HD), 7Two (SD), 7mate (HD) – Seven Network affilierede kanaler. UHF35 (578,5MHz)
- NBN Television (SD), Go! (SD), GEMm HD – Nine Network affilierede kanaler. UHF37 (592,5MHz)
- Southern Cross Ten (SD), Eleven (SD), One HD – Network Ten affilierede kanaler. UHF32 (557,5MHz)
- ABC Television, ABC1, ABC2, ABC3 (alle SD), ABC News 24 (HD) – en del af Australian Broadcasting Corporations nationale net. UHF29 (536,5MHz)
- SBS Television, SBS ONE (SD) og (HD), SBS-TO (SD). UHF40 (613,5MHz)
- Digitale radiokanaler sendes også på ABC Televions og SBS-Televisions netværker.

Betalings-tv-tjenester tilbydes af Austar.

## Forretning
De fire områder med flest beskæftigede er detailhandel, sundhedsforsorg, uddannelse (Southern Cross University) og landbrug.

## Uddannelse
- Southern Cross University er Lismores lokale universitet. Det tiltrækker et stort antal studerende fra andre regioner, også på grund af det naturskønne område, og er nummer syv i antallet af elever blandt udbyderne af fjernundervisning i Australien. Tilgangen af studerende har været støt stigende siden universitetets etablering for mere end et årti siden.

Lismore og oplandet er hjem til et antal offentlige og privatskoler, inklusive:
- Blue Hills College
- Kadina High School
- Lismore High School
- Lismore South Public School
- Richmond River High School
- St John's College, Woodlawn
- Summerland Christian College
- Trinity Catholic College Lismore
- Vistara Primary

## Venskabsbyer
Lismore har indgået venskabsbysamarbejde med Yamatotakada, præfekturet Nara i Japan i 1963. Det var det første venskabsbysamarbejde mellem Australien og Japan.
Lismore er desuden venskabsby med Eau Claire i Wisconsin og Lismore i Irland.

## Lokale ledere
- Borgmester Jenny Dowell
- Janelle Saffin – medlem af det nationale parlament
- Thomas Georgs – medlem af delstatsparlamentet

## Kendte personer fra byen
- Linedanseren Con Colleano blev født i Lismore i 1899.
- Rugby-spilleren Nigel Roy blev født i Lismore i 1974.
- Den nu pensionerede australske cricketspiller Adam Gilchrists voksede op i Lismore fra 13-års alderen og var anfører for sit skolehold.
- Pop/Rock-bandet Grinspoon indledte karrieren i Lismore
- Fodboldspilleren Craig Foster, der nu har trukket sig tilbage, blev født i Lismore i 1969.

## Omtale
Lismore bliver nævnt i første vers af originalversionen af sangen I've Been Everywhere og nævnes også i Midnight Oils sang Outside World.